# Rzekotka sardyńska
Rzekotka sardyńska (Hyla sarda) – gatunek płaza bezogonowego z rodziny rzekotkowatych występujący endemicznie na wyspach Morza Śródziemnego, takich jak Sardynia i Korsyka. Dorasta do 4,0 cm długości i cechuje się zmiennym ubarwieniem. Okres godowy trwa od marca do lipca, a płaz ten cechuje się większą tolerancją na upały i zasolenie wody niż spokrewnione gatunki rzekotek. Gatunek najmniejszej troski (LC), w związku z m.in. rozległym zasięgiem występowania i dużymi rozmiarami populacji.

## Wygląd
Niewielki płaz dorastający do 3,8–4,0 cm długości. Głowa szersza niż dłuższa, a pysk krótszy niż u rzekotki drzewnej (Hyla arborea). Na bokach ciała występuje czarny pasek biegnący od nozdrzy przez oczy i przechodzący w kropki na środkowym obszarze boku tułowia. Na palcach występują przylgi. Skóra jest bardziej ziarnista niż u rzekotki drzewnej i rzekotki śródziemnomorskiej (Hyla meridionalis). Ubarwienie zmienne. Ciało może przybierać barwę zielonkawą, oliwkową lub szarą, występują również zazwyczaj ciemnozielone lub szare kropki. Brzuch białawy. Błona bębenkowa wyraźnie zaznaczona.

## Zasięg występowania i siedlisko
Płaz ten występuje na wyspach Morza Śródziemnego, takich jak Korsyka, Elba, Cavallo, Sardynia czy wyspach Arcipelago della Maddalena. Na Korsyce spotykana na wysokościach 0–1743 m n.p.m. Rzekotka sardyńska zasiedla obszary znajdujące się w pobliżu stawów, potoków i strumieni. Gatunek ten cechuje się dużą odpornością na upały.

## Rozmnażanie
Okres godowy trwa od marca do lipca. Do rozrodu dochodzi w potokach oraz w zbiornikach na wodę. Rzekotka sardyńska wykazuje się tolerancją na większe zasolenie wody zbiorników rozrodczych niż rzekotka drzewna i rzekotka śródziemnomorska.

## Status i ochrona
IUCN klasyfikuje rzekotkę sardyńską jako gatunek najmniejszej troski (LC) w związku ze stosunkowo rozległym zasięgiem występowania, odpornością na modyfikacje siedliska oraz dużymi rozmiarami populacji. Na obszarze zajmowanym płaz ten występuje powszechnie. Niewielkie zagrożenie stanowić może utrata siedlisk w związku z poborem wody w celach rolniczych. Płaz ten chroniony jest przez ustawodawstwo krajowe, wymieniony jest również w załączniku II konwencji berneńskiej oraz w załączniku IV dyrektywy siedliskowej Unii Europejskiej.